# Adi (Izrael)
Adi (hebrejsky עֲדִי‎, anglicky Adi) je vesnice typu společná osada (jišuv kehilati) v Izraeli, v Severním distriktu, v Oblastní radě Jizre'elské údolí.

## Geografie
Leží v nadmořské výšce 175 metrů pahorcích Dolní Galileji. Západně od vesnice se zvedá vrchol Har Charbi.
Vesnice se nachází v hustě zalidněné oblasti cca 2 kilometry jižně od města Šfaram, cca 85 kilometrů severovýchodně od centra Tel Avivu a cca 18 kilometrů východně od Haify. Adi obývají Židé, přičemž osídlení v tomto regionu je převážně arabské. Rozkládají se tu četné obce obývané izraelskými Araby, včetně měst jako Šfaram. Oblast s židovskou etnickou většinou začíná cca 5 kilometrů západním směrem, v Haifském zálivu.
Adi je na dopravní síť napojen pomocí lokální silnice, která na severu vede k městu Šfaram, u kterého ústí do dálnice číslo 79.

## Dějiny
Adi byl založen v roce 1980. Zakladateli byli židovští přistěhovalci ze SSSR a rodilí Izraelci. Původně šlo o menší sídlo, ve kterém ještě v roce 1989 žilo jen 40 rodin. Vesnice zpočátku trpěla sociálními potížemi a demografickou stagnací. Následoval prudký růst. Obec má charakter rozpýlené rezidenční zástavby. Obyvatelé dojíždějí za prací do jiných obcí.
Fungují tu zařízení předškolní péče o děti. Základní škola je v mošavu Nahalal. K dispozici je synagoga, knihovna, pošta, obchod a sportovní areály.

## Demografie
Obyvatelstvo vesnice Adi je sekulární. Podle údajů z roku 2014 tvořili naprostou většinu obyvatel v Adi Židé (včetně statistické kategorie "ostatní", která zahrnuje nearabské obyvatele židovského původu ale bez formální příslušnosti k židovskému náboženství).
Jde o menší sídlo vesnického typu s dlouhodobě stagnující populací. K 31. prosinci 2014 zde žilo 1772 lidí. Během roku 2014 populace stoupla o 2,2 %. Obyvatelstvo nyní čítá cca 350 rodin. Územní plán předpokládá výhledovou kapacitu 800 rodin.
| Rok            | 1983 | 1995 | 2001 | 2003 | 2004 | 2005 | 2006 | 2007 | 2008 | 2009 | 2010 | 2011 | 2012 | 2013 | 2014 |
| -------------- | ---- | ---- | ---- | ---- | ---- | ---- | ---- | ---- | ---- | ---- | ---- | ---- | ---- | ---- | ---- |
| Počet obyvatel | 59   | 915  | 1630 | 1641 | 1705 | 1718 | 1742 | 1794 | 1814 | 1654 | 1647 | 1648 | 1649 | 1734 | 1772 |